# Kepler-10
Coordenadas:  19h 02m 43s, +50° 14′ 28.7″
Kepler-10, anteriormente conhecido como KOI-72, é uma estrela semelhante ao Sol na constelação de Draco, que se encontra a 564 anos-luz de distância da Terra. Kepler-10 foi alvo da sonda espacial Kepler da NASA, que foi identificada como a primeira estrela com um possível pequeno exoplaneta em trânsito. A estrela é um pouco menos maciça, um pouco maior, e um pouco mais fria do que o Sol; com cerca de 10.4 bilhões anos de idade, Kepler-10 é quase 2.6 vezes a idade do Sol. Kepler-10 é anfitrião de um sistema planetário composto de pelo menos dois planetas. Kepler-10b, o primeiro planeta rochoso, inegavelmente, que foi descoberto em sua órbita, após oito meses de observação e anunciado em 10 de janeiro de 2011. O planeta orbita a sua estrela muito perto, completando uma órbita a cada 0.8 dias, e tem uma densidade semelhante ao do ferro. O segundo planeta, Kepler-10c, foi confirmado em 23 de maio de 2011, com base em observações de acompanhamento pelo Telescópio Espacial Spitzer. Os dados mostram que tem um período orbital de 42.3 dias.

## Nomenclatura e história
Kepler-10 foi nomeado porque era o décimo sistema planetário observado pela sonda espacial Kepler, um satélite da NASA projetado para procurar planetas semelhantes à Terra em trânsito, ou cruzem na frente de suas estrelas hospedeiras em relação à Terra. O trânsito escurece um pouco a estrela hospedeira; este efeito periódico de escurecimento é então observado pelo Kepler. Depois de oito meses de observação que vão desde maio de 2009 a janeiro de 2010, a equipe Kepler estabeleceu Kepler-10b como o primeiro exoplaneta rochoso descoberto pela sonda Kepler. Kepler-10 foi a primeira estrela com suspeita de um pequeno planeta em órbita. Por causa disso, a verificação da descoberta do Kepler foi prioridade pelos telescópios do Observatório W. M. Keck, no Havaí. A descoberta foi verificada com sucesso. Embora tenha havido muitos exoplanetas potencialmente rochosos descobertos no passado, Kepler-10b é o primeiro planeta rochoso definitivamente descoberto.
A descoberta do Kepler-10b foi anunciado ao público em uma reunião da American Astronomical Society, em 10 de janeiro de 2011, em Seattle. Em 23 de maio de 2011, a existência de Kepler-10c foi confirmada na reunião da AAS em Boston.

## Características
Kepler-10 é uma estrela de classe G, como o Sol. Com uma massa de 0.895 (± 0.06) Msol e um raio de 1.056 (± 0.021) Rsol, a estrela é aproximadamente 10% menor e 5% mais larga que o Sol. A metalicidade de Kepler-10, tal como medido em [Fe/H] (a quantidade de ferro da estrela), é de -0.15 (± 0.04); isso significa que Kepler-10 é de cerca de 70% menos rica em metais do que o Sol. A metalicidade tende a desempenhar um grande papel na formação de planetas, determinando usa formação, e que tipo de planeta que irá se formar. Além disso, Kepler-10 é estimada para ter 10.4 bilhões anos de idade e para ter uma temperatura efetiva de 5627 (± 44) K; Para comparar, o Sol é mais jovem e mais quente, com uma idade de 4.6 bilhões anos e uma temperatura efetiva de 5778 K.
Kepler-10 está localizada a uma distância de 173 (± 27) parsecs da Terra, o que equivale a cerca de 564 anos-luz. Além disso, a magnitude aparente de Kepler-10, ou o brilho, visto da Terra, é de 10.96; por isso, não pode ser vista a olho nu.

## Sistema planetário

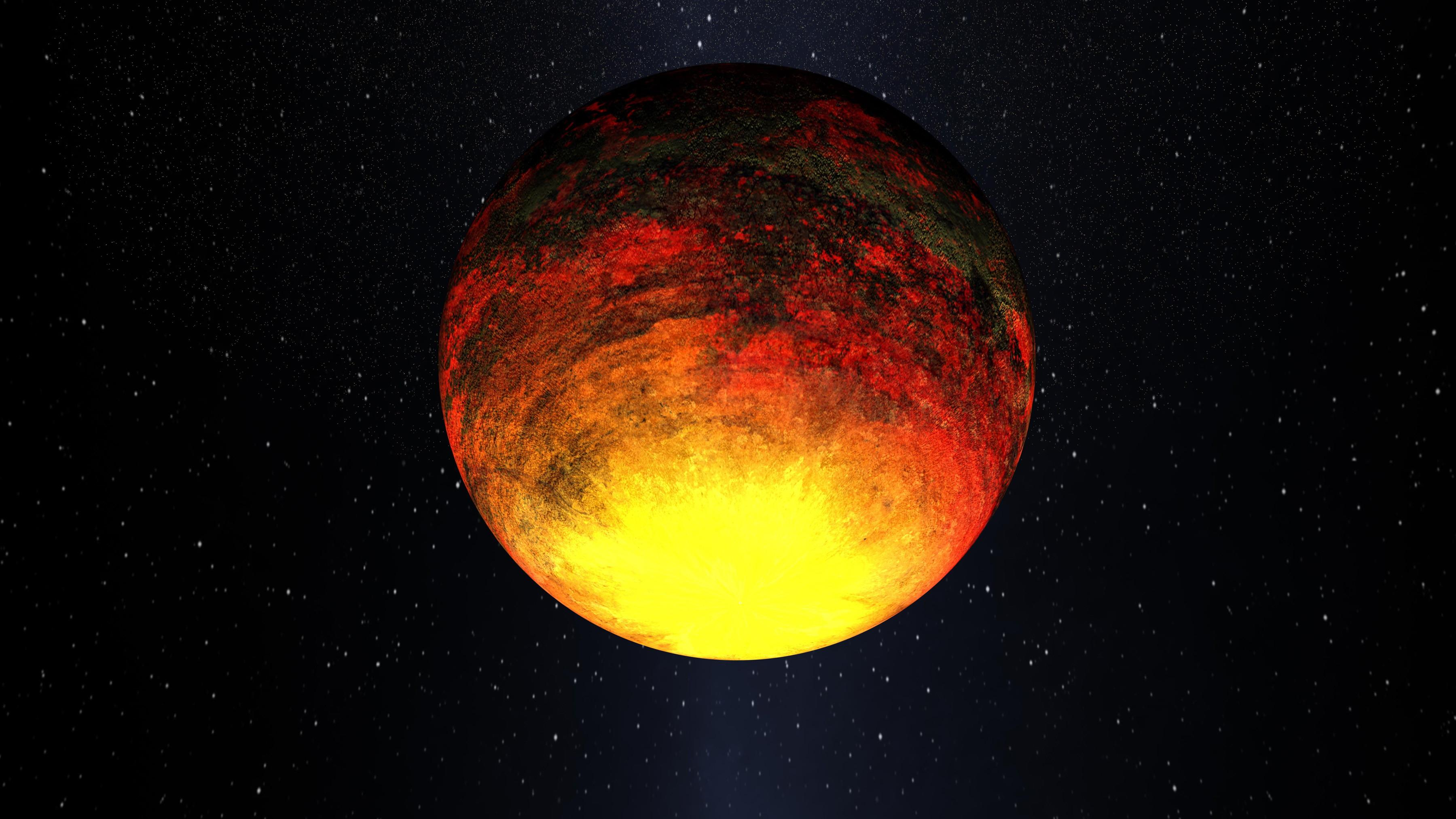
Representação artística do planeta Kepler-10b.

Kepler-10b, o primeiro exoplaneta rochoso definitivamente, descoberto na órbita de Kepler-10. O planeta tem uma massa que é 4.56 vezes maior do que a da Terra e um raio que é 1.416 vezes maior que a Terra. Densidade estimada do planeta é de 8.8 g/cm3, ou 880% o da água. Isto é semelhante ao do ferro. O planeta orbita Kepler-10 a uma distância de 0.01684 UA cada 0.8375 dias; isso pode ser comparado com a órbita do planeta Mercúrio, que circunda o Sol a uma distância de 0.3871 UA a cada 87.97 dias. Uma vez que o planeta orbita tão perto de sua estrela, a sua excentricidade é praticamente zero. É, portanto, tem uma órbita extremamente circular.
Kepler-10c é um exoplaneta que também foi descoberto pela missão Kepler da NASA na órbita de Kepler-10. Medições do corpo sugerem que tem uma massa de, no máximo, 0.063 MJ e um raio de 0.199 RJ. Kepler-10c orbitaria Kepler-10 a uma distância de 0.24 UA a cada 42.29 dias.
| Planeta | Massa               | Raio                   | Semieixo maior (UA)       | Período orbital (dias)     | Excentricidade | Inclinação         |
| ------- | ------------------- | ---------------------- | ------------------------- | -------------------------- | -------------- | ------------------ |
| b       | 4.56 +1.17 −1.29 M⊕ | 1.416 +0.033 −0.036 R⊕ | 0.01684 +0.00032 −0.00034 | 0.837495                   | 0              | 84.4°              |
| c       | < 20 M⊕             | 2.227 R⊕               | 0.2407 +0.0044 −0.0053    | 45.29485 +0.00065 −0.00076 | 0              | 89.65 +0.09 −0.12° |